# HD22336
HD22336 — хімічно пекулярна зоря спектрального класу A3, що має видиму зоряну величину в смузі V приблизно  9,4.
Вона  розташована на відстані близько 1212,5 світлових років від Сонця.

## Пекулярний хімічний вміст
Зоряна атмосфера GSC9499-1295 має підвищений вміст 
Ca
.